# 도글라스 코치뉴
도글라스 코치뉴 고미스 지 소자(포르투갈어: Douglas Coutinho Gomes de Souza, 1994년 2월 8일 ~ )는 짧게 도글라스 코치뉴라고도 불리는 브라질의 축구 선수로, 포지션은 공격수다. 2020년 현재 캄페오나투 브라질레이루 세리이 B의 오페라리우 페호비아리우 EC에서 활약하고 있다. 2019년 K리그2 서울 이랜드 FC에서 활약한 바 있으며, K리그 등록명은 쿠티뉴였다.

## 선수 경력
2013년 도글라스 코치뉴는 캄페오나투 브라질레이루 세리이 A의 클럽 아틀레치쿠 파라나엔시의 유소년 팀에서 성인 팀으로 승격하였고, 그 해에 프로 데뷔 무대를 치렀다. 전국 리그에서는 무득점에 그쳤으나, 주리그인 캄페오나투 파라나엔시에서 20경기 11골을 터뜨렸다. 이듬해 2014년 전국리그에서도 득점포를 가동하였으며, 28경기 7골을 기록하였다. 이 때의 활약을 기반으로 잉글랜드의 맨체스터 유나이티드 FC가 관심을 가지기도 하였으나, 이적이 성사되지는 않았다. 2015년에 출장기회를 받지 못하기 시작하였고, 2016년부터 임대를 전전하기 시작하였다. 같은 세리이 A의 크루제이루 EC, 포르투갈의 SC 브라가를 거치기도 하였으나 실패를 거듭하였다. 2017년 도글라스 코치뉴는 다시 아틀레치쿠 파라나엔시에 돌아와 뛰게 되었고, 전국리그에서 26경기에 출전하게 되었으나, 득점은 3골에 그치고 말았다. 이후 세리이 A의 세아라 SC, 세리이 B의 포르탈레자 EC로 임대를 떠났다.
2019년 3월 15일 도글라스 코치뉴는 서울 이랜드 FC에 입단하였다. 3월 27일 부천 FC 1995와의 FA컵 3라운드 경기에 선발 출장하면서, 서울 이랜드에서의 첫 경기를 뛰게 되었다. 연장전으로 돌입한 이후 114분 경, 웨즐레이 알레스 마이올리누가 우측에서 올린 낮은 크로스를 태클과 함께 꺾어 넣으며, 서울 이랜드에서의 첫 골까지 기록하게 되었다. K리그2 2019 한 시즌 동안 코치뉴는 18경기에 출전하여 8골 1어시스트를 기록하였다. 시즌 종료 후 팀을 떠나 캄페오나투 브라질레이루 세리이 B의 오페라리우 페호비아리우로 새로이 정착하였다.